# Синтімбру (Харгіта)
Синтімбру (рум. Sântimbru) — село у повіті Харгіта в Румунії. Адміністративний центр комуни Синтімбру.
Село розташоване на відстані 205 км на північ від Бухареста, 10 км на південь від М'єркуря-Чука, 72 км на північ від Брашова.

## Населення
За даними перепису населення 2002 року у селі проживали 1995 осіб.
Національний склад населення села:
| Національність | Кількість осіб | Відсоток |
| -------------- | -------------- | -------- |
| угорці         | 1969           | 98,7%    |
| цигани         | 23             | 1,2%     |

Рідною мовою назвали:
| Мова      | Кількість осіб | Відсоток |
| --------- | -------------- | -------- |
| угорська  | 1969           | 98,7%    |
| циганська | 23             | 1,2%     |